# Botanophila furcula
Botanophila furcula är en tvåvingeart som först beskrevs av Huckett 1965.  Botanophila furcula ingår i släktet Botanophila och familjen blomsterflugor.
Artens utbredningsområde är Northwest Territories, Kanada. Arten är reproducerande i Sverige. Inga underarter finns listade i Catalogue of Life.